# C4H6O2S
化学式C4H6O2S的化合物（摩尔质量：118.15 g/mol）可以指：
- 3-环乙烯砜 ，CAS号：77-79-2
- 二乙烯基砜，CAS号：77-77-0

|  | 这个同类索引页列出了具有相同分子式的化学物（即同分異構體）条目。 除非您是有意链接至本页，否则应将相应条目的内部链接指向正确的条目。 |